# PSA Airlines
PSA Airlines är ett regionalt flygbolag tillhörande American Airlines tillsammans med American Eagle. Bolaget flyger i American Airlines färger på mindre trafikerade rutter och med regionala flygplan i form av Bombardier CRJ700/900/1000-serien. Huvudkvarteret låg tidigare vid Dayton International Airport i Dayton, Ohio men skall 2025 flyttas till Charlotte, North Carolina. Flygbolaget bildades 1979 under namnet Vee Neal Airlines: Efter att länge varit en del av US Airways så inkorporerades PSA Airlines i American Airlines-koncernen 2015. Flottan består 2025 av 142 flygplan med ytterligare 14 beställda.
PSA Airlines callsign är Blue Streak.